# Concurrent Versions System
Concurrent Versions System (CVS) ist ein Software-System zur Versionsverwaltung von Dateien, das hauptsächlich im Zusammenhang mit Software-Quelltext verwendet wird.
Die Referenzimplementierung von CVS wird nicht mehr aktiv weiterentwickelt. Die offizielle Website der Software wird nicht mehr weiter betreut, allerdings sind weiterhin Benutzer auf den Mailinglisten aktiv.

## Allgemeines
Das ursprüngliche CVS ist ein reines Kommandozeilen-Programm, aber es wurde für alle gängigen Betriebssysteme mindestens eine grafische Oberfläche entwickelt, zum Beispiel TortoiseCVS und WinCVS für Windows, MacCVS für den Apple Macintosh und Cervisia für KDE unter Linux. LinCVS und SmartCVS funktionieren auf Windows, Linux und macOS.
CVS erfreute sich lange Zeit besonders in der Open-Source-Gemeinde großer Beliebtheit. So kam es bei den meisten großen Open-Source-Projekten zum Einsatz. Das Softwaresystem wird unter anderem auch auf den Servern von SourceForge.net verwendet. Allerdings wurde es bei den meisten großen Open-Source-Projekten durch modernere Versionsverwaltungen wie (Apache) Subversion oder Git abgelöst. Auch im kommerziellen Umfeld ist auf Grund der nicht mehr gegebenen aktiven Weiterentwicklung eine Ablösung durch modernere Versionsverwaltungen zu beobachten. Hier wird vor allem Subversion eingesetzt, da dieses als logischer Nachfolger von CVS mit nur geringem Umstellungsaufwand verstanden wird.

## Funktionsweise
CVS vereinfacht die Verwaltung von Quellcode dadurch, dass es alle Dateien eines Software-Projektes an einer zentralen Stelle, einem sogenannten Repository, speichert. Dabei können jederzeit einzelne Dateien verändert werden, es bleiben jedoch alle früheren Versionen erhalten, einsehbar und wiederherstellbar. Auch können die Unterschiede zwischen bestimmten Versionen herausgestellt werden. So hilft CVS dabei, einen Überblick über die einzelnen Versionen der Dateien und die dazugehörigen Kommentare zu behalten. Es kann insbesondere verwendet werden, um bei größeren Projekten die Arbeit der verschiedenen Entwickler zu koordinieren.
Die Arbeitsweise ist dabei, vereinfacht gesehen, folgende: Ein Mitarbeiter an dem Projekt holt sich zunächst den aktuellen Stand aller Dateien eines Projekts aus dem Repository. Dies bezeichnet man als „auschecken“ (von engl. check out). Dabei werden von CVS Metadaten angelegt, die es ermöglichen, zu erkennen, welche Versionen der Dateien zuletzt ausgecheckt wurden.
Dann nimmt der Mitarbeiter Änderungen an einer oder mehreren Dateien vor. Wenn er damit fertig ist oder (bei größeren Änderungen) einen konsistenten Zwischenstand erreicht hat, spielt er diese neuen Versionen der geänderten Dateien zurück ins Repository, „einchecken“ genannt (von engl. check in). Probleme können sich ergeben, wenn mehrere Mitarbeiter gleichzeitig eine Datei verändern. Diese Probleme können entweder von vornherein verhindert (durch Lock, bei Revision Control System verwendet, bei CVS untypisch) oder im Nachhinein meist relativ leicht behoben werden (Merge), zumindest dann, wenn unterschiedliche Teile einer Datei verändert wurden. Evtl. auftretende Konflikte müssen manuell ausgeräumt werden. Wer nur Code herunterladen will, kann alternativ auch das Feature „Anonymous CVS Access“ benutzen.
CVS verwendet Delta-Kodierung, um dadurch Platz zu sparen, dass nur die Differenzen zwischen Dateiversionen anstatt der gesamten Versionen abgespeichert werden.
Das Repository kann lokal in einem Verzeichnis auf dem Rechner liegen oder aber auf einem Server im Internet. Durch diesen Fernzugriff ist es leicht möglich, dass eine über den Globus verteilte Entwicklergruppe gemeinsam an einem Projekt arbeitet. Auf viele Open-Source-Projekte ist neben dem Entwicklerzugriff auch ein anonymer, rein lesender Zugriff erlaubt.

## Herkunft und Ableger
Die Entwicklung von CVS begann 1989 als Weiterentwicklung von RCS (Revision Control System) und SCCS (Source Code Control System). Im Unterschied zu diesen ist CVS in der Lage, mehrere Dateien zur gleichen Zeit zu speichern, wobei aber das gleiche Dateiformat wie bei RCS benutzt wird. CVS hat allerdings auch einige Einschränkungen, zum Beispiel beim Umgang mit Binärdaten und Verzeichnissen. Das als CVS-Nachfolger gehandelte, neu entwickelte (Apache) Subversion will diese beheben.
Neben dem teilweise auch konzeptionell anders angelegten Subversion, gibt es verschiedene Neu- oder Reimplementierungen von CVS, die Sicherheitsmängel beheben und mit anderen Verbesserungen aufwarten. So existiert etwa eine Neuentwicklung von CVS mit dem Namen CVSNT für Windows, welche bereits für Linux rückportiert wurde. Dieses Server-System bietet ähnlich wie Subversion viele Verbesserungen gegenüber der alten CVS-Entwicklungslinie.
Mit OpenCVS hat das OpenBSD-Projekt ein eigenes CVS von Grund auf entwickelt. Die Motivation dahinter waren einerseits Lizenz-, andererseits Sicherheitsprobleme mit dem offiziellen CVS. OpenCVS erfährt bis heute Updates und Wartung. Auch wurde OpenCVS im Funktionsumfang leicht erweitert. So ist es unter anderem Möglich mittels eines $Mdocdate$ Schlüsselwortes den Inhalt durch ein mdoc formatierten Zeitstempel zu ersetzen, was gerade in der Wartung von man-pages hilfreich ist.
Viele der kommerziellen Configuration-Management-Werkzeuge basieren auf RCS oder CVS.